# Şehzade Bayezid (fils d'Ahmed Ier)
Şehzade Bayezid ou Prince Bajazet  est le fils du sultan Ahmed Ier et le demi-frère du sultan Mourad IV. 
Mourad, jaloux de ce prince, qui annonçait de belles qualités, le fit étrangler à mort alors qu'il était sur le point de partir à la conquête d'Erevan avec lui (1635). Bajazet vendit chèrement sa vie et tua quatre des hommes venus l'assassiner.

## Médias

### Théâtre
La mort de ce prince fournit à Racine l'idée de la tragédie Bajazet. 

### Télévision
- Muhteşem Yüzyıl: Kösem, saison 2, il est interprété par Yiğit Uçan (es).

## Source
Cet article comprend des extraits du Dictionnaire Bouillet. Il est possible de supprimer cette indication, si le texte reflète le savoir actuel sur ce thème, si les sources sont citées, s'il satisfait aux exigences linguistiques actuelles et s'il ne contient pas de propos qui vont à l'encontre des règles de neutralité de Wikipédia.